# 1123 (szám)
Az 1123 (római számmal: MCXXIII) az 1122 és 1124 között található természetes szám.

## A szám a matematikában
A tízes számrendszerbeli 1123-as a kettes számrendszerben 10001100011, a nyolcas számrendszerben 2143, a tizenhatos számrendszerben 463 alakban írható fel.
Az 1123 páratlan szám, prímszám. Kanonikus alakja 11231, normálalakban az 1,123 · 103 szorzattal írható fel. Két osztója van a természetes számok halmazán, ezek növekvő sorrendben: 1 és 1123.
Kiegyensúlyozott prím: megegyezik az őt megelőző és rákövetkező prím számtani közepével.
Az 1123 negyvenhét szám valódiosztó-összegeként áll elő, ezek közül legkisebb az 5585.

## Csillagászat
- 1123 Shapleya kisbolygó